# Longhua, Longhua
Longhua (kinesiska: 龙华) är ett stadsdelsdistrikt i staden Shenzhen i provinsen Guangdong i sydöstra Kina. Det ligger i stadsdistriktet Longhua. Antalet invånare vid folkräkningen 2020 var 611 913.